# 대격
대격(對格, accusative case, casus accusativus, 약어 ACC) 또는 목적격(目的格)은 명사가 취하는 격 중 하나로, 주격 및 대격이 형식적으로 표시되는 언어에서 타동사의 직접목적어를 표시할 때 사용되는 형태를 말한다. 독일어에서는 4격(der vierte Fall, Akkusativ)이라고도 한다.
한국어에서는 앞에 오는 명사 등의 체언이 대격임을 표기하기 위해 '-을/를' 조사를 사용하며, 다른 많은 언어에서는 타동사의 뒤 또는 특정 전치사 뒤에 목적어 형태로 대격을 표기한다. 프랑스어에서는 대명사의 강세형이 사용되며, 현대 그리스어의 대격은 고전 그리스어의 여격의 의미를 포함하고 있어 전치사 뒤의 명사가 대격의 형태로 변화한다.
대격은 인도유럽어족에 속하는 많은 언어(라틴어, 산스크리트어, 그리스어, 독일어, 러시아어 등), 또한 셈어족의 언어(아랍어 등)에서도 존재한다.
핀란드어, 에스토니아어 등의 핀어족의 언어에서는, 직접 목적어를 표기하기 위해 대격 외에 분격(partitive case)도 사용된다. 형태론에서 모두 대격으로서의 역할을 가지나, 대격의 명사는 동작의 의미를 가짐에 반해, 분격의 명사는 동작의 의미를 갖지 않는 차이가 있다.

## 한국어
체언 뒤에 폐음절로 끝나면 '을', 개음절로 끝나면 '를'을 붙여, 그 체언이 문장에서 목적격(대격)의 구실을 나타낸다. 구어체 표현에서는 체언의 끝이 모음으로 끝날 경우 '-ㄹ'를 붙여 목적격을 만들기도 한다.

## 일본어
현대 일본어의 대격을 나타내는 조사 'を'는 다음과 같은 용법이 있다.
- 직접 목적어를 나타날 때 : 의미적으로는 여러 가지 형태가 있다. 「車を見かける」(차를 뒤쫓다) 「車を壊す」(차를 부수다) 「ご飯を作る」(밥을 만들다) 「小学生を教える」(초등학생을 가르치다) 「英語を教える」(영어를 가르치다)
- 특정한 이동의 기점을 나타낼 때: 「家を出る」(집을 나서다) 「大学を卒業する」(대학을 졸업하다)
- 이동의 경유지를 나타낼 때 : 「高速道路を走る」(고속도로를 달리다) 「橋を渡る」(다리를 건너다) 「角を曲がる」(코너를 돌다)

## 영어
현대 영어에서는 명사의 곡용이 존재하지 않는다. 즉, 격에 따라 명사의 형이 변화하는 경우가 없다. 이 때문에 격을 나타내기 위해서는 어순을 이용한다. 예를 들어 명사를 동사의 뒤에 위치시켜 대격이 표현된다.
단, 고대 영어의 시대에는 대격을 포함한 명사의 곡용이 존재하여, 이 흔적이 대명사의 일부에 남아 있다. 예를 들여, 'who'의 대격형은 'whom', 'he'의 대격형은 'him'이며, 이들 대명사의 어미 '-m'은 인도유럽조어의 대격어미로 거슬러 올라갈 수 있다. 이들 인칭대명사는 영어의 여격대명사의 기능도 갖고 있어, 사격(斜格)으로 분류 가능한 것으로 여겨진다. 대다수의 현대의 영문법가는, 몇가지 대명사가 대격 및 여격이 융합되어 남아있는 경우를 제외하고는 영어에서 곡용은 없어졌기 때문에, 영어에서 대격 및 여격을 구별하는 것은 타당하지 않다고 보아, 대신에 '목적격'(objective)라는 용어를 사용하는 경우가 많다.

### 예
문장 'I see the car.' (나는 자동차를 본다') 에서, 명사구 the car는 동사 'see'의 직접목적어이다. 대격의 곡용이 없어진 영어에서는 정관사와 명사(the car)는 그 문법상의 역할에 관계없이 같은 형태를 유지한다. 이 말은, 'the car'의 형태가 'The car is parked here'(자동차는 이곳에 주차되어 있다)의 예에서처럼, 형태의 변화 없이 문장의 주어로서 사용 가능하기도 하다.

## 독일어
독일어의 관사에는 격변화가 존재하며, 명사도 일부 격변화를 일으키기도 한다. 일반적으로 어미변화를 갖는 언어에서는, 관사나 명사, 또는 그 양쪽의 형태가, 문장 안에서의 문법상의 역할에 맞춰서 변화한다. 예를 들어, 독일어에서 the car(자동차)는 주격(1격)으로는 der  Wagen 이나, 대격(4격)에서는 den  Wagen이며, 대격 임을 표기하기 위해 관사가 변화한다. 독일어는 남성명사에 붙는 정관사 der가 대격에서 den으로 변화한다
한편, 독일어의 전치사 가운데에는 목적어를 대격으로 받는 것들이 존재한다. 예를 들어 예를 들어, bis,durch,entlang,für,gegen,ohne,um  등이 있다. (독일어#문법을 참조)

## 라틴어
라틴어에서 명사의 대격은 다음과 같이 사용된다.
- 직접목적어
- 지속적인 시간을 나타낼 때(: 예: multos annos (다년간),ducentos annos (200년간).
- 대격으로 표시한 명사로의 방향을 나타낼 때: 예: domum (집으로), Romam (로마로) 이 용법에서는 전치사가 필요하지 않다.
- 간접화법에서

명사의 대격 변화에 관하여는 라틴어 문법을 참조.

## 러시아어
러시아어에서 대격은 행위의 직접목적어를 나타내는 것 외에, 동작의 도달목표 또는 목표를 나타날 때도 사용된다. 전치사와 함께 사용되기도 한다. 예를 들어, в 또는на 등의 전치사가 명사의 대격과 함께 쓰이면, 동작의 도달목표를 가리킨다.

## 에스페란토
에스페란토어에서는 명사의 어미에 -n을 붙여 명사의 대격을 나타낸다.

## 아랍어
아랍어에서는, 대격(가정법 포함)을 (نصب 나수브[*]), 대격 형태를 띈 명사/형용사(가정법에서는 동사도)를 منصوب المنصوب[*]라 하며, 이는 동사 نصب 나솨바[*](세우다)에서 파생된 표현이다.
명사 및 대명사는 주격일 때 u(한정)/un(비한정), 대격일 때 a(한정)/an(비한정)으로 마지막 모음이 발음되며, 이 형태는 부사를 만들때도 사용된다.
주격: رَجُلٌ rajulun 라줄룬[*] (a man, 남자), الرَّجُلُ ar-rajulu알라줄루[*] (the man, 그 남자)
대격: أَسْأَلُ رَجُلً ʾasʾalu rajulan 아스알루 라줄란[*] (한 남자에게 묻는다), أَسْأَلُ الرَّجُلَ  ʾasʾalu r-rajula 아스알룰 라줄라[*](그 남자에게 묻는다)

## 같이 보기
- 주격
- 속격
- 여격
- 정렬 (언어학)